# Tinodes sauteri
Tinodes sauteri là một loài Trichoptera trong họ Psychomyiidae. Chúng phân bố ở miền Cổ bắc.